# ISO 3166-2:GF
کد ISO 3166-2:GF بخشی از استاندارد ایزو ۳۱۶۶ برای کشور گویان فرانسه است که توسط سازمان بین‌المللی استانداردسازی ISO تنظیم شده‌است این سازمان، کدهای استاندارد را برای تقسیمات کشوری (ایالتها یا استانهای) کشورهای فهرست شده در استاندارد ایزو ۳۱۶۶-۱ تعریف می‌کند.
هر کد شامل دو بخش می‌گردد که توسط علامت - جدا می‌گردند.
- بخش نخست GF که در ایزو ۳۱۶۶-۱ آلفا-۲ کد  کشور گویان فرانسه است.
- بخش دوم شامل یک یا دو یا سه حرف است که بیان‌کننده استان یا ایالت کشور گویان فرانسه می‌باشد.